# Прапор Борзни
Корогва Борзни – квадратне червоне полотнище (співвідношення 1:1) із обтяженим жовтим лицарським хрестом над білим півмісяцем рогами догори. Корогва має вертикальне та горизонтальне кріплення.
Прапор міста – квадратне червоне полотнище (співвідношення 1:1) із обтяженим жовтим лицарським хрестом над білим півмісяцем рогами догори. Прапор має вертикальне кріплення.
Полотнище корогви та прапора виконане з використанням одного геральдичного кольору й двох кольорів (шляхетних) металів, що позначають:
- червоний колір – символізує хоробрість, мужність, безстрашність;
- жовтий (золотий), символ багатства, справедливості, великодушності;
- білий (срібло), символ чистоти, добра, безвинності (скромності). У палітрі прапора він відбиває безхмарне, мирне небо, чистоту помислів жителів краю.